# Trepunti
Trepunti is een plaats (frazione) in de Italiaanse gemeente Giarre.